# Mögling (Pilsting)
Mögling ist ein Gemeindeteil des Marktes Pilsting im niederbayerischen Landkreis Dingolfing-Landau.

## Lage
Das Dorf Mögling liegt auf einer Höhe von 350 bis 362 Metern am Rande des Tales der Isar, etwa vier Kilometer nördlich von Pilsting. In östlicher Richtung erstreckt sich der Gäuboden. Die benachbarten Orte des Dorfes sind im Uhrzeigersinn von Norden beginnend
Trieching, Gosselding, Wirnsing, Parnkofen, Elisium und Noisling.

## Geschichte
Bis zur Gebietsreform in Bayern gehörte Mögling zur Gemeinde Ganacker. Im Zuge der Umsetzung dieser Reform wurde das Dorf am 1. Januar 1972 mit dem größeren Teil der Gemeinde Ganacker in den Markt Pilsting eingegliedert. Im Jahr 1987 hatte Mögling 32 Einwohner.

## Sehenswürdigkeiten
- Die römisch-katholische Filialkirche St. Markus ist eine im Kern spätgotische einfache Anlage, an der um 1740 unter der Leitung von Benedikt Schöttl ein barocker Umbau durchgeführt worden war.

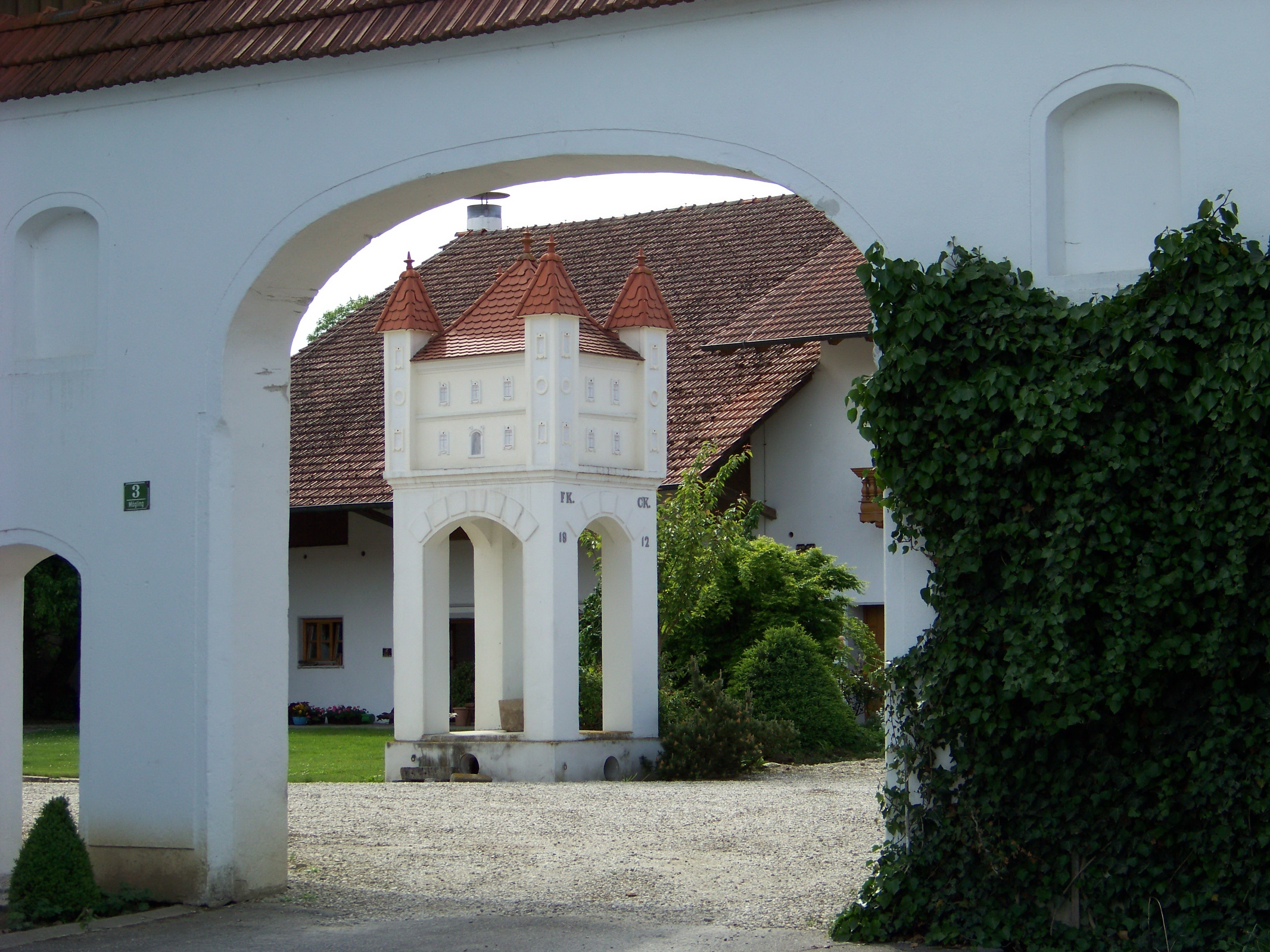
Toreinfahrt mit gemauertem Taubenhaus im Hintergrund

- Eine Toreinfahrt sowie ein gemauertes und bemaltes Taubenhaus.

## Einwohnerentwicklung
- 1925: 00 67 Einwohner[4]
- 1950: 00 76 Einwohner[5]
- 1961: 00 48 Einwohner[3]
- 1970: 00 46 Einwohner[6]
- 1987: 00 32 Einwohner[1]